# 1709
1709 (MDCCIX) var ett normalår som började en tisdag i den gregorianska kalendern och ett normalår som började en lördag i den julianska kalendern samt ett normalår som började en fredag i den svenska kalendern.

## Händelser

### Januari
- 7 januari – Karl XII låter storma staden Vepryk med stora svenska förluster som följd; staden kapitulerar på natten.
- 9 januari – Abraham Darby gör det första lyckade försöket att använda koks för att producera tackjärn.

### Maj
- 1 maj – Karl XII:s armé börjar belägra Poltava i Lillryssland.

### Juni
- 17 juni – Karl XII blir sårad i foten, vilket medför, att han sedan inte kan leda styrkorna i slaget vid Poltava.
- 28 juni (SS) – Den svensk-finska armén besegras av ryssarna i slaget vid Poltava, det största svenska militära nederlaget någonsin.

### Juli
- 1 juli – Adam Ludwig Lewenhaupt kapitulerar med svenska hären, 14.000 man, vid Perevolotjna.
- 22 juli – Karl XII har sårad förts mot osmanska gränsen och anländer nu till Bender.

### Augusti
- 8 augusti – Danmark förklarar återigen Sverige krig. [1]

### September
- 30 september – August den starke förklarar återigen Sverige krig och tar den polska kronan från Stanislaw I Leszczynski.

### November
- 1 november – Danskarna landstiger vid Råå fiskeläge söder om Helsingborg i Skåne.

### December
- 13 december – Karl XII skickar ut nya direktiv om att sänka straffet för soldathustrur, som, under åsikten att de är änkor, begår äktenskapsbrott. Dittills har kvinnan, om hon ingått ett nytt förhållande, utan att det är helt bevisat att hennes make är död, dömts till 80 dalers böter för horsbrott. Om även mannen hon varit samman med är gift har hon dömts till döden. Nu skall man anta, att maken är död och kvinnan skall dömas till fem daler i böter för lönskaläge (icke-äktenskaplig förbindelse).
- 26 december – Peter den store genomför ett triumftåg genom Moskva, där svenska krigsfångar från Poltava bespottas och förödmjukas.

### Okänt datum
- En rysk här infaller i Livland, varvid tsaren lovar att befria befolkningen från den svenska träldomen.
- Ryssarna påbörjar en belägring av Riga, den viktigaste handelsstaden och den främsta återstående svenska positionen i Baltikum.

## Födda
- 2 januari – Teresia Constantia Phillips, brittisk memoarskrivare.
- 14 mars – Sten Carl Bielke, svensk friherre, ämbetsman, vetenskapsman och riksdagsledamot.
- 24 maj – Anna Vandenhoeck, tysk tryckare.
- 24 juni – Gustaf Johan Gyllenstierna, svensk friherre, förrädare.
- 11 juli – Johan Gottschalk Wallerius, svensk kemist och mineralog.
- 10 augusti – Johann Georg Gmelin d.y., naturforskare och resande.
- 2 november – Anna av Storbritannien, nederländsk regent.
- 18 september – Samuel Johnson, brittisk författare och lexikograf.
- 18 december – Elisabet, regerande kejsarinna av Ryssland 1741–1762.

## Avlidna
- 17 februari – Erik Benzelius d.ä., svensk ärkebiskop sedan 1700.
- 2 april – Baciccia, italiensk barockmålare.
- 19 april – Israel Kolmodin, svensk teolog.
- 4 maj – Nils Gyldenstolpe, svensk greve, ämbetsman och diplomat samt kanslipresident sedan 1702.
- 25 juni – Fredrik VII, markgreve av Baden-Durlach.
- 31 augusti – Andrea Pozzo, italiensk målare och arkitekt.
- 7 september – Gunno Dahlstierna, svensk lantmäteridirektör och skald.
- 22 september – Ivan Mazepa, kosackledare.
- 9 oktober – Barbara Villiers, grevinna av Castlemaine och hertiginna av Cleveland, älskarinna till Karl II av England.
- Francesco Cavallini, italiensk skulptör.
- Eleanor Glanville, engelsk entomolog.

### Fotnoter
1. ↑  ”Stora nordiska kriget 1700-1721”. Arkiverad från originalet den 24 maj 2012. http://archive.is/2012.05.24-200119/http://hem.passagen.se/ludde81/historia/krig/nya_tidens_krig/138_stora_nordiska_kriget.html. Läst 3 april 2011.